# Football Club Le Mont Lausanne 2016-2017
Questa voce raccoglie le informazioni riguardanti il Football Club Le Mont Lausanne nelle competizioni ufficiali della stagione 2016-2017.

## Stagione
Nella stagione 2016-2017 il Le Mont, allenato da John Dragani, concluse il campionato di Challenge League al 9º posto. In Coppa Svizzera il Le Mont fu eliminato al secondo turno dal San Gallo.

## Rosa
| N. |                      | Ruolo | Calciatore            |
| -- | -------------------- | ----- | --------------------- |
| 1  | Svizzera (bandiera)  | P     | Živko Kostadinović    |
| 3  | Francia (bandiera)   | D     | Daniel Titié          |
| 6  | Svizzera (bandiera)  | D     | Anis Ramčilović       |
| 7  | Svizzera (bandiera)  | A     | Andelko Savic         |
| 8  | Svizzera (bandiera)  | D     | Hervé Epitaux         |
| 9  | Svizzera (bandiera)  | A     | Patrick Bengondo      |
| 10 | Argentina (bandiera) | C     | Santiago Feuillassier |
| 12 | Armenia (bandiera)   | D     | Artëm Simonjan        |
| 14 | Togo (bandiera)      | D     | Steve Lawson          |
| 15 | Francia (bandiera)   | C     | Bertrand N'Dzomo      |
| 16 | Angola (bandiera)    | C     | Astor Kilezi          |
| 17 | Svizzera (bandiera)  | D     | David Marazzi         |
| 18 | Svizzera (bandiera)  | P     | Marc Roux             |

| N. |                         | Ruolo | Calciatore         |
| -- | ----------------------- | ----- | ------------------ |
| 19 | Svizzera (bandiera)     | C     | Hélios Sessolo     |
| 20 | Uruguay (bandiera)      | A     | Sergio Cortelezzi  |
| 22 | Portogallo (bandiera)   | D     | Fabio Carvalho     |
| 23 | RD del Congo (bandiera) | C     | Ridge Mobulu       |
| 24 | Svizzera (bandiera)     | C     | Fabrizio Zambrella |
| 25 | Croazia (bandiera)      | D     | Kaja Rogulj        |
| 26 | Svizzera (bandiera)     | P     | Anthony Favre      |
| 27 | Kosovo (bandiera)       | D     | Jetmir Krasniqi    |
| 28 | Francia (bandiera)      | D     | Ibrahim Tall       |
| 29 | Portogallo (bandiera)   | A     | Luís Pimenta       |
| 30 | RD del Congo (bandiera) | P     | Anthony Mossi      |
| 88 | Svizzera (bandiera)     | C     | Cabral             |

## Organigramma societario
Area tecnica
- Allenatore: John Dragani
- Allenatore in seconda:
- Preparatore dei portieri:
- Preparatori atletici:

## Calciomercato

### Sessione estiva
| Acquisti | Acquisti              | Acquisti                | Acquisti |
| R.       | Nome                  | da                      | Modalità |
| -------- | --------------------- | ----------------------- | -------- |
| D        | Artëm Simonjan        | Zurigo                  |          |
| A        | Patrick Bengondo      | Winterthur              |          |
| D        | Fabio Carvalho        | Losanna                 |          |
| A        | Sergio Cortelezzi     | Chiasso                 |          |
| D        | Hervé Epitaux         | La Chaux-de-Fonds       |          |
| C        | Santiago Feuillassier | Losanna                 |          |
| P        | Živko Kostadinović    | Sciaffusa               |          |
| D        | Jetmir Krasniqi       | Losanna                 |          |
| D        | Lucas Alves           | Bienne                  |          |
| D        | David Marazzi         | Losanna                 |          |
| C        | Ridge Mobulu          | Aarau                   |          |
| P        | Marc Roux             | Lutry                   |          |
| A        | Andelko Savic         | Neuchâtel Xamax         |          |
| C        | Hélios Sessolo        | Losanna                 |          |
| C        | Fabian Stoller        | Bienne                  |          |
| D        | Daniel Titié          | Olympique Saint-Quentin |          |

| Cessioni | Cessioni            | Cessioni       | Cessioni |
| R.       | Nome                | a              | Modalità |
| -------- | ------------------- | -------------- | -------- |
| C        | Alexandre Khelifi   | Yverdon        |          |
| A        | Bojan Dubajić       | Sisaket        |          |
| C        | Aurélien Chappuis   | Yverdon        |          |
| D        | Elhadji Ciss        | Sion           |          |
| A        | Alex Gauthier       | Yverdon        |          |
| D        | Gilberto Reis       | Yverdon        |          |
| C        | Daniel Gygax        | Zugo           |          |
| C        | Xavier Hochstrasser | Stade Nyonnais |          |
| D        | Denis Markaj        | Aarau          |          |
| C        | Yacoub Meité        | Martigny       |          |
| A        | Matt Moussilou      | Yverdon        |          |
| C        | Arthur Njo Lea      | Virton         |          |
| P        | Jonas Omlin         | Lucerna        |          |
| A        | Drilon Paçarizi     | Meyrin         |          |

### Sessione invernale
| Acquisti | Acquisti        | Acquisti        | Acquisti |
| R.       | Nome            | da              | Modalità |
| -------- | --------------- | --------------- | -------- |
| C        | Astor Kilezi    | Neuchâtel Xamax |          |
| D        | Anis Ramčilović | Aarau U21       |          |
| D        | Kaja Rogulj     | Lucerna II      |          |
| P        | Anthony Favre   | Zurigo          |          |

| Cessioni | Cessioni        | Cessioni | Cessioni |
| R.       | Nome            | a        | Modalità |
| -------- | --------------- | -------- | -------- |
| C        | Fabian Stoller  | Düdingen |          |
| D        | François Marque | DPMM     |          |
| D        | Lucas Alves     | Lucerna  |          |

## Risultati

### Challenge League

#### Prima fase, girone di andata
| Arbitro: | Dudic |

|  |           |                                     |
|  | Marcatori | 50’ Dangubic 63’ Abegglen 90’ Lotti |

| Arbitro: | Schärli |

|                       |           |              |
| Sauthier 5’ Pogam 61’ | Marcatori | 71’ Bengondo |

| Arbitro: | Schnyder |

|              |           |                        |
| Frontino 83’ | Marcatori | 6’ Bengondo 27’ Mobulu |

| Arbitro: | Erlachner |

|  |           |                           |
|  | Marcatori | 42’ Buff 82’ Schönbächler |

| Arbitro: | Tschudi |

|          |           |                       |
| Mujic 5’ | Marcatori | 8’ Mobulu 58’ Sessolo |

| Arbitro: | Gut |

|             |           |            |
| Sessolo 62’ | Marcatori | 90’ Silvio |

| Arbitro: | Klossner |

|                                 |           |               |
| Josipovic 39’ (rig.) Tréand 85’ | Marcatori | 62’ Zambrella |

| Arbitro: | Ovcharov |

|                            |           |  |
| Karašausks 41’ N'Ganga 84’ | Marcatori |  |

| Arbitro: | Musa |

|             |           |  |
| Pimenta 30’ | Marcatori |  |

#### Prima fase, girone di ritorno
| Baulmes 1º ottobre 2016, ore 17:45 CEST 10ª giornata | Le Mont   | 0 – 0 referto | Chiasso | Stadio Sous-Ville (450 spett.)\| Arbitro: \| Fähndrich \| |
| Arbitro:                                             | Fähndrich |               |         |                                                           |

| Arbitro: | Tschudi |

|               |           |            |
| Čavušević 49’ | Marcatori | 25’ Mobulu |

| Arbitro: | Jancevski |

|  |           |                |
|  | Marcatori | 52’ Cortelezzi |

| Arbitro: | Musa |

|                |           |  |
| Cortelezzi 33’ | Marcatori |  |

| Winterthur 5 novembre 2016, ore 17:45 CET 14ª giornata | Winterthur | 0 – 0 referto | Le Mont | Stadion Schützenwiese (1 600 spett.)\| Arbitro: \| Schärer \| |
| Arbitro:                                               | Schärer    |               |         |                                                               |

| Baulmes 20 novembre 2016, ore 15:00 CET 15ª giornata | Le Mont  | 0 – 0 referto | Wil | Stadio Sous-Ville (550 spett.)\| Arbitro: \| Ovcharov \| |
| Arbitro:                                             | Ovcharov |               |     |                                                          |

| Arbitro: | Ovcharov |

|  |           |                          |
|  | Marcatori | 24’ Berisha 86’ Cadamuro |

| Arbitro: | Jancevski |

|                      |           |               |
| Ramizi 8’ Karlen 75’ | Marcatori | 14’ Zambrella |

| Baulmes 11 dicembre 2016, ore 15:00 CET 18ª giornata | Le Mont | 0 – 0 referto | Aarau | Stadio Sous-Ville (650 spett.)\| Arbitro: \| Schärli \| |
| Arbitro:                                             | Schärli |               |       |                                                         |

#### Seconda fase, girone di andata
| Wil 4 febbraio 2017, ore 17:45 CET 19ª giornata | Wil   | 0 – 0 referto | Le Mont | IGP Arena (580 spett.)\| Arbitro: \| Hänni \| |
| Arbitro:                                        | Hänni |               |         |                                               |

| Arbitro: | Tschudi |

|                        |           |             |
| Sessolo 43’ Mobulu 68’ | Marcatori | 82’ Marzouk |

| Arbitro: | Schärli |

|                                               |           |                          |
| Tréand 5’ Burki 34’ Mehidić 38’ Josipovic 65’ | Marcatori | 53’ Sessolo 87’ Bengondo |

| Arbitro: | Tschudi |

|                      |           |           |
| Castro 31’ Nsame 54’ | Marcatori | 7’ Mobulu |

| Arbitro: | Gut |

|             |           |  |
| Sessolo 11’ | Marcatori |  |

| Arbitro: | Ovcharov |

|                      |           |                              |
| Lekaj 26’ Tahipi 69’ | Marcatori | 82’ Mobulu 88’ (aut.) Mevlja |

| Arbitro: | Pache |

|             |           |                          |
| Pimenta 45’ | Marcatori | 77’ Nuzzolo 81’ Teixeira |

| Wohlen 1º aprile 2017, ore 17:45 CEST 26ª giornata | Wohlen   | 0 – 0 referto | Le Mont | Stadion Niedermatten (578 spett.)\| Arbitro: \| Schnyder \| |
| Arbitro:                                           | Schnyder |               |         |                                                             |

| Arbitro: | Superczynski |

|                     |           |                                                      |
| Tall 80’ Kilezi 90’ | Marcatori | 2’, 24’ Koné 6’ Dwamena 49’ Schönbächler 54’ Kempter |

#### Seconda fase, girone di ritorno
| Arbitro: | Tschudi |

|                                            |           |            |
| Frontino 15’ Silvio 74’ Sliskovic 86’, 90’ | Marcatori | 89’ Kilezi |

| Arbitro: | Ovcharov |

|  |           |                     |
|  | Marcatori | 23’ Mevlja 59’ Lang |

| Arbitro: | Erlachner |

|  |           |             |
|  | Marcatori | 66’ Bottani |

| Arbitro: | Tschudi |

|                                                        |           |              |
| Brunner 15’ Dwamena 58’, 61’ Schönbächler 83’ Koné 85’ | Marcatori | 90’ Bengondo |

| Arbitro: | Gut |

|                  |           |                          |
| Stahel 2’ (aut.) | Marcatori | 47’ Schultz 54’ Pagliuca |

| Arbitro: | Erlachner |

|           |           |  |
| Savic 55’ | Marcatori |  |

| Arbitro: | Superczynski |

|                         |           |                          |
| Nuzzolo 17’, 20’ (rig.) | Marcatori | 47’ Sessolo 83’ Bengondo |

| Arbitro: | Dudic |

|              |           |                         |
| Gui 32’, 48’ | Marcatori | 5’ Cortelezzi 38’ Savic |

| Arbitro: | Schärli |

|  |           |           |
|  | Marcatori | 31’ Nsame |

### Coppa Svizzera
| 14 agosto 2016, ore 15:00 CEST Primo turno | Donneloye | 0 – 14 | Le Mont |  |

| Arbitro: | Fähndrich |

|  |           |           |
|  | Marcatori | 79’ Buess |

## Statistiche

### Statistiche di squadra
| Competizione     | Punti | In casa | In casa | In casa | In casa | In casa | In casa | In trasferta | In trasferta | In trasferta | In trasferta | In trasferta | In trasferta | Totale | Totale | Totale | Totale | Totale | Totale | DR  |
| Competizione     | Punti | G       | V       | N       | P       | Gf      | Gs      | G            | V            | N            | P            | Gf           | Gs           | G      | V      | N      | P      | Gf     | Gs     | DR  |
| ---------------- | ----- | ------- | ------- | ------- | ------- | ------- | ------- | ------------ | ------------ | ------------ | ------------ | ------------ | ------------ | ------ | ------ | ------ | ------ | ------ | ------ | --- |
| Challenge League | 35    | 18      | 5       | 4       | 9       | 11      | 22      | 18           | 3            | 7            | 8            | 20           | 32           | 36     | 8      | 11     | 17     | 31     | 54     | -23 |
| Coppa Svizzera   | -     | 1       | 0       | 0       | 1       | 0       | 1       | 1            | 1            | 0            | 0            | 14           | 0            | 2      | 1      | 0      | 1      | 14     | 1      | +13 |
| Totale           | 35    | 19      | 5       | 4       | 10      | 11      | 23      | 19           | 4            | 7            | 8            | 34           | 32           | 38     | 9      | 11     | 18     | 45     | 55     | -10 |

### Andamento in campionato
| Giornata  | 1 | 2 | 3 | 4 | 5 | 6 | 7 | 8 | 9 | 10 | 11 | 12 | 13 | 14 | 15 | 16 | 17 | 18 | 19 | 20 | 21 | 22 | 23 | 24 | 25 | 26 | 27 | 28 | 29 | 30 | 31 | 32 | 33 | 34 | 35 | 36 |
| --------- | - | - | - | - | - | - | - | - | - | -- | -- | -- | -- | -- | -- | -- | -- | -- | -- | -- | -- | -- | -- | -- | -- | -- | -- | -- | -- | -- | -- | -- | -- | -- | -- | -- |
| Luogo     | C | T | T | C | T | C | T | T | C | C  | T  | T  | C  | T  | C  | C  | T  | C  | T  | C  | T  | T  | C  | T  | C  | T  | C  | T  | C  | C  | T  | C  | C  | T  | T  | C  |
| Risultato | P | P | V | P | V | N | P | P | V | N  | N  | V  | V  | N  | N  | P  | P  | N  | N  | V  | P  | P  | V  | N  | P  | N  | P  | P  | P  | P  | P  | P  | V  | N  | N  | P  |
| Posizione | 9 | 9 | 8 | 9 | 6 | 6 | 7 | 8 | 7 | 6  | 7  | 6  | 5  | 6  | 5  | 6  | 6  | 7  | 6  | 5  | 5  | 5  | 5  | 5  | 5  | 5  | 6  | 6  | 8  | 8  | 9  | 9  | 9  | 9  | 9  | 9  |

Legenda:

Luogo: C = Casa; T = Trasferta. Risultato: V = Vittoria; N = Pareggio; P = Sconfitta.

### Statistiche dei giocatori
| Giocatore       | Challenge League | Challenge League | Challenge League | Challenge League | Coppa Svizzera | Coppa Svizzera | Coppa Svizzera | Coppa Svizzera | Totale   | Totale | Totale      | Totale     |
| Giocatore       | Presenze         | Reti             | Ammonizioni      | Espulsioni       | Presenze       | Reti           | Ammonizioni    | Espulsioni     | Presenze | Reti   | Ammonizioni | Espulsioni |
| --------------- | ---------------- | ---------------- | ---------------- | ---------------- | -------------- | -------------- | -------------- | -------------- | -------- | ------ | ----------- | ---------- |
| L. Alves        | 12               | 0                | 2                | 0                | 1              | 0              | 0              | 0              | 13       | 0      | 2           | 0          |
| P. Bengondo     | 29               | 5                | 4                | 0                | 0              | 0              | 0              | 0              | 29       | 5      | 4           | 0          |
| A. Cabral       | 12               | 0                | 3                | 0                | 0              | 0              | 0              | 0              | 12       | 0      | 3           | 0          |
| F. Carvalho     | 11               | 0                | 3                | 1                | 0              | 0              | 0              | 0              | 11       | 0      | 3           | 1          |
| S. Cortelezzi   | 27               | 3                | 3                | 0                | 1              | 0              | 0              | 0              | 28       | 3      | 3           | 0          |
| H. Epitaux      | 21               | 0                | 5                | 0                | 0              | 0              | 0              | 0              | 21       | 0      | 5           | 0          |
| A. Favre        | 15               | 0                | 2                | 0                | 0              | 0              | 0              | 0              | 15       | 0      | 2           | 0          |
| S. Feuillassier | 12               | 0                | 1                | 0                | 1              | 0              | 0              | 0              | 13       | 0      | 1           | 0          |
| A. Khelifi      | 2                | 0                | 0                | 0                | 0              | 0              | 0              | 0              | 2        | 0      | 0           | 0          |
| A. Kilezi       | 9                | 2                | 1                | 0                | 0              | 0              | 0              | 0              | 9        | 2      | 1           | 0          |
| Ž. Kostadinović | 17               | 0                | 2                | 0                | 1              | 0              | 0              | 0              | 18       | 0      | 2           | 0          |
| J. Krasniqi     | 28               | 0                | 6                | 1                | 1              | 0              | 1              | 0              | 29       | 0      | 7           | 1          |
| S. Lawson       | 17               | 0                | 2                | 0                | 0              | 0              | 0              | 0              | 17       | 0      | 2           | 0          |
| D. Marazzi      | 24               | 0                | 3                | 0                | 0              | 0              | 0              | 0              | 24       | 0      | 3           | 0          |
| F. Marque       | 13               | 0                | 4                | 1                | 1              | 0              | 1              | 0              | 14       | 0      | 5           | 1          |
| R. Mobulu       | 24               | 6                | 4                | 1                | 1              | 0              | 0              | 0              | 25       | 6      | 4           | 1          |
| A. Mossi        | 6                | 0                | 0                | 0                | 0              | 0              | 0              | 0              | 6        | 0      | 0           | 0          |
| B. N'Dzomo      | 30               | 0                | 9                | 0                | 1              | 0              | 1              | 0              | 31       | 0      | 10          | 0          |
| L. Pimenta      | 21               | 2                | 0                | 0                | 1              | 0              | 0              | 0              | 22       | 2      | 0           | 0          |
| A. Ramčilović   | 1                | 0                | 0                | 0                | 0              | 0              | 0              | 0              | 1        | 0      | 0           | 0          |
| K. Rogulj       | 15               | 0                | 2                | 0                | 0              | 0              | 0              | 0              | 15       | 0      | 2           | 0          |
| M. Roux         | 1                | 0                | 0                | 0                | 0              | 0              | 0              | 0              | 1        | 0      | 0           | 0          |
| A. Savic        | 19               | 2                | 2                | 0                | 1              | 0              | 0              | 0              | 20       | 2      | 2           | 0          |
| H. Sessolo      | 33               | 6                | 7                | 0                | 1              | 0              | 1              | 0              | 34       | 6      | 8           | 0          |
| A. Simonjan     | 3                | 0                | 0                | 0                | 0              | 0              | 0              | 0              | 3        | 0      | 0           | 0          |
| F. Stoller      | 5                | 0                | 1                | 0                | 0              | 0              | 0              | 0              | 5        | 0      | 1           | 0          |
| I. Tall         | 31               | 1                | 3                | 0                | 0              | 0              | 0              | 0              | 31       | 1      | 3           | 0          |
| D. Titié        | 29               | 0                | 7                | 0                | 1              | 0              | 0              | 0              | 30       | 0      | 7           | 0          |
| F. Zambrella    | 24               | 2                | 11               | 0                | 0              | 0              | 0              | 0              | 24       | 2      | 11          | 0          |